# Central hidroelèctrica de Cledes
La Central Hidroelèctrica de Cledes (en aranès, Centrau de Cledes) està situada a la localitat de Les, a la comarca de la Vall d'Aran. Fou la primera gran central hidroelèctrica construïda en aquesta comarca i el seu promotor va ser la Sociedad Productora de Fuerzas Motrices. Els primers treballs d'excavació es realitzaren el 1920 i després d'una llarga història de dificultats financeres es posà en funcionament el 2 d'agost de 1929. La seva única funció era la producció d'energia hidroelèctrica. Era una central d'aigua fluent, perquè utilitzava part del cabal del riu Garona per a generar energia elèctrica. Al no disposar d'embassament per emmagatzemar aigua no regulava cabals.
La Central de Cledes va deixar de funcionar quan es va posar en marxa la Central de Pont de Rei. El 29 de juliol de 1960, queda definitivament fora de sistema i en 1965 tancà definitivament.
Actualment és un complex industrial propietat de l'empresa Neoelectra format per una instal·lació de cogeneració d'energia, una planta de recuperació de diòxid de carboni (CO₂) i una piscifactoria per a la producció de caviar.

## Antecedents
D'entre les diverses concessions d'aprofitament hidroelèctric de què disposava la Sociedad Productora de Fuerzas Motrices, les de la Vall d'Aran eren les que oferien la construcció de centrals hidroelèctriques amb més capacitat. I dintre de la Vall, el salt de Cledes, situat entre Bossost i Les, s'ubica en un paratge que en una mica menys d'un quilòmetre i mig de distància hi ha un desnivell de 55 metres.
Abans de la construcció de la carretera entre Esterri d'Àneu i Vaquèira, l'accés a la Vall d'Aran era impossible per a mercaderies pesants. L'any 1906 l'excursionista Juli Soler i Santaló relatava que el viatge de Barcelona a la Vall d'Aran, tant a través de terres catalanes com aragoneses, suposava de 37 a 39 hores, gairebé la meitat per camins de ferradura. Si bé la carretera del Port de la Bonaigua no estaria enllestida fins 1924, l'accés a les obres des del nord era molt més fàcil, doncs la futura central es trobava a 6 quilòmetres de Pont de Rei, a la línia de la frontera amb França, a on hi havia una estació de ferrocarril per on podria arribar tot el material necessari. Aquest fet evitava el costossísim treball de pioners que havia hagut de fer l'empresa Energia Elèctrica de Catalunya en la seva primera obra, la central hidroelèctrica de Capdella, que Emili Riu recordava perfectament per haver-ne estat el promotor.
El 15 de novembre de 1918 Emili Riu, president del consell d'administració de la Sociedad Productora de Fuerzas Motrices signa un contracte amb l'enginyer industrial Josep Duran i Ventosa 
per a la construcció del salt de Cledes. Dos anys més tard, serà l'empresa La Constructora, SA Proyectos y Obras de Barcelona la que redactarà el projecte de construcció titulat Salto de Cledes. Proyecto de Aprovechamiento de Fuerza Hidráulica del Rio Garona entre Bosost y Lés. Aquesta empresa encomanà el projecte d'obra civil (edifici de la central, pont d'accés i cases dels treballadors) a l'arquitecte Joan Bergós i Massó.
El pressupost total pujava a 4.886.000 pessetes (equivalents a uns 9.500.000 d'euros en l'any 2019).

## Construcció

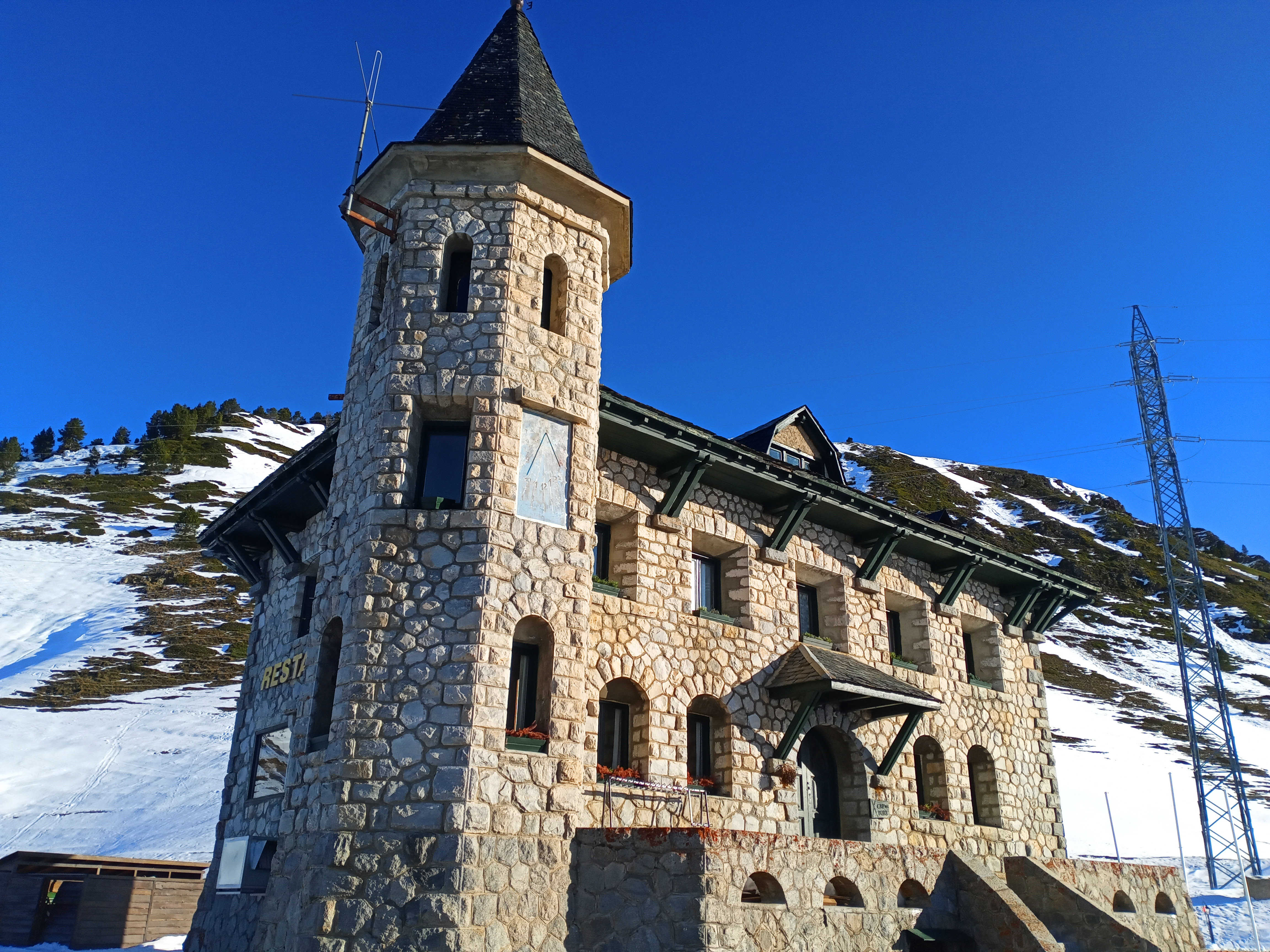
Edifici al Cap del Port de la Bonaigua, construït per Productora de Fuerzas Motrices

L'any 1919 començaren els expedients d'expropiació de les terres que ocuparien la central i els canals de derivació i de desaigüe.
Si bé es feren treballs d'excavació des de 1920, la construcció de la central començà l'abril de 1922. Entre la fi de 1923 i mitjans de 1926, els treballs prengueren un ritme baix i de vegades s'aturaren. La causa eren els problemes financers de la Sociedad Productora de Fuerzas Motrices, i això afectava el subministrament dels materials necessaris per la continuació de les obres. L'empresa ja no en tenia prou amb les ampliacions de capital i a la periòdica l'emissió d'obligacions, havent de demanar un crèdit de 4.324.000 pessetes a l'Institut de Crèdit Oficial (equivalents a uns 8.400.000 d'euros en l'any 2019). Les dificultats financeres foren resoltes temporalment amb un conveni signat entre el Banc de Catalunya i la Productora el 23 de març de 1924.
L'inici de l'explotació de la central de Cledes implicava necessàriament la construcció d'una línia d'alta tensió de transport d'electricitat entre Les i Pobla de Segur. Per assegurar-ne la disponibilitat tot l'any fou necessari construí el 1924 un edifici al Port de la Bonaigua amb la finalitat d'allotjar empleats i un magatzem de materials, per a l'ús i manteniment de la línia d'alta tensió.
El 10 de maig de 1926, es rescindiren els contractes entre Sociedad Productora de Fuerzas Motrices i La Constructora S.A., i aquesta procedí a les darreres liquidacions dels treballs pendents.
Entre 1926 i 1927 es reprengueren els treballs d'excavació i obra, i en el febrer de 1929 l'empresa Sociedad Ibérica de Construcciones Eléctricas envià personal i material per a realitzar els darrers treballs de muntatge per a posar en marxa la maquinària. El 2 d'agost de 1929 la central entrà en funcionament.

## Components de la central

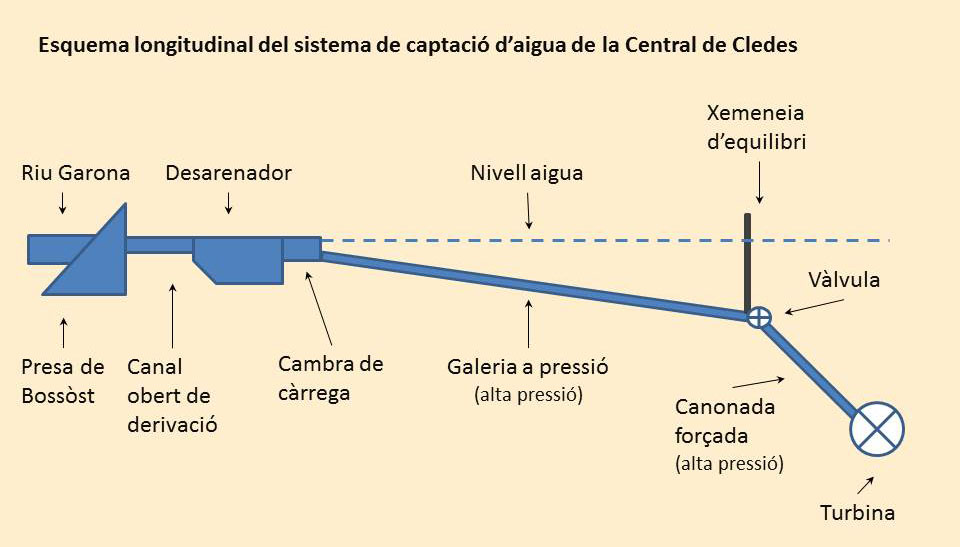
Esquema general central de Cledes

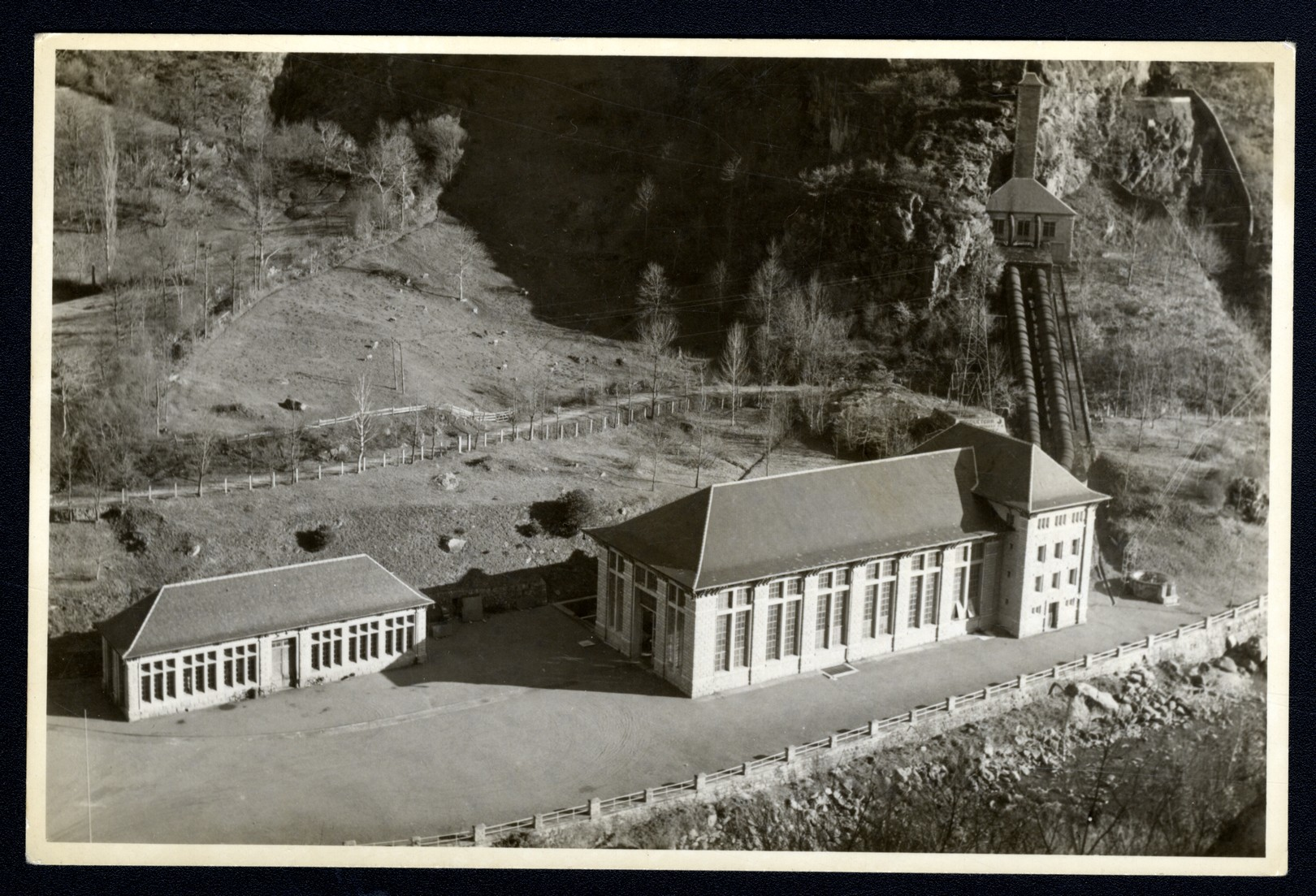
Disposició original de la central de Cledes

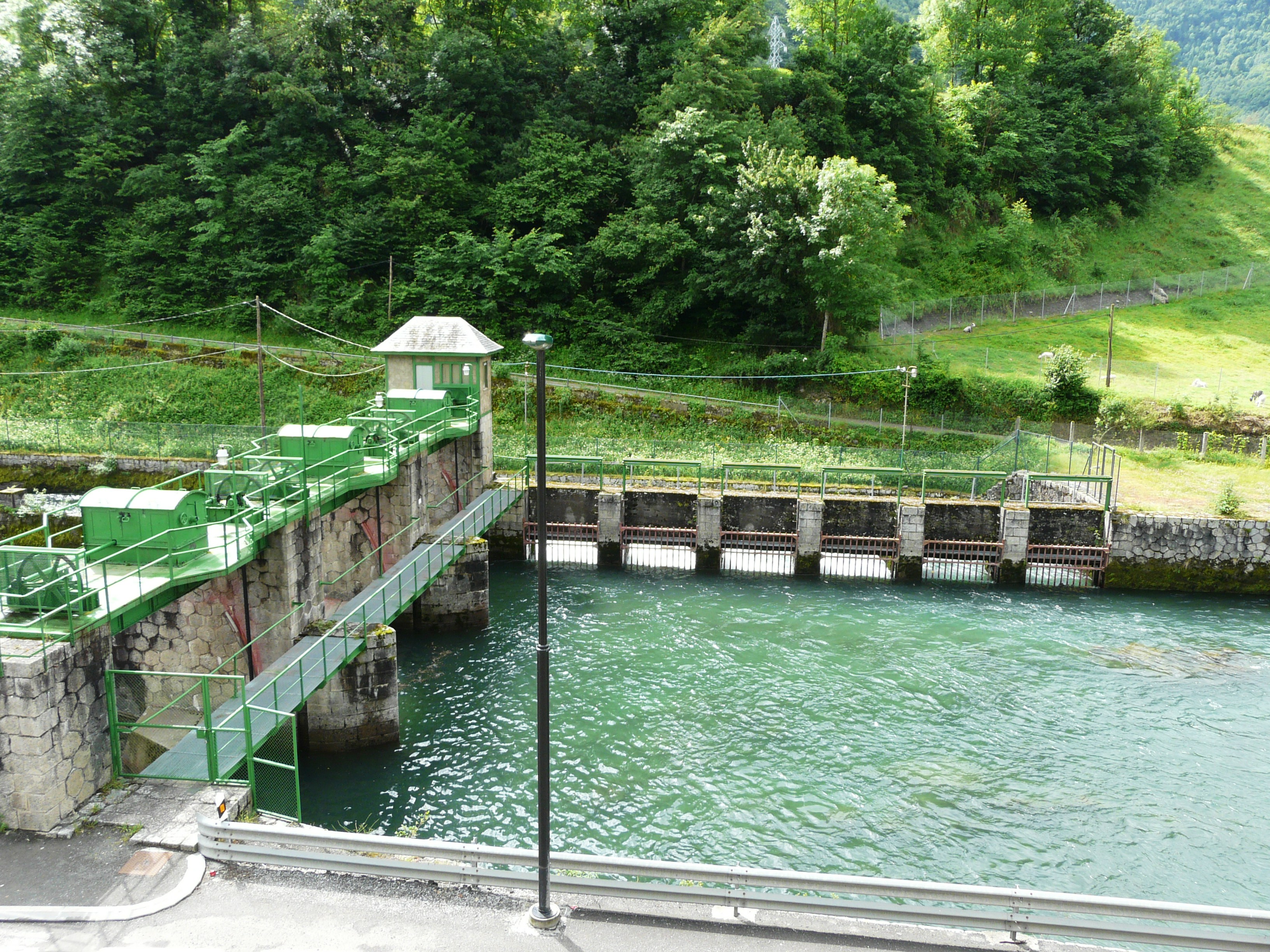
Captació d'aigua a la presa de Bossòst

### Conca de captació i canalització
La captació d'aigua es fa al riu Garona, per la dreta de la presa situada a Bossòst. En aquest punt s'inicia el canal de derivació. El canal fluïa en obert al llarg de 167 metres, fins a desaiguar a la cambra de decantació de 123 metres de llarg. A partir d'aquest punt es trobava la cambra de càrrega i s'iniciava un túnel a pressió de 1.600 metres de longitud fins a la cambra d'aigües, punt de sortida de les canonades forçades.
El cabal de l'aigua al túnel de pressió era de 30 metres cúbics per segon. La planta de Cledes va ser la primera de l'estat en que part de la canonada forçada estava excavada en la roca i la cambra de càrrega estava situada a més d'un quilòmetre i mig del salt d'aigua.
Quan en el 1960 es va tancar la central hidroelèctrica de Cledes, el canal s'utilitzà per abastir l'embassament de Toran-Pont de Rei, que alimentava la nova central hidroelèctrica de Pont de Rei, a Canejan.

### Salt
Com que hi havia una vàlvula a l'entrada del salt d'aigua, va ser necessària la construcció d'una xemeneia d'equilibri abans de la vàlvula per evitar l'efecte del cop d'ariet en cas de tancament sobtat de la vàlvula.
La xemeneia d'equilibri i els arcs de suport de les canonades forçades no formen part del complex industrial actual, i són el punt de sortida d'un recorregut d'una via ferrada.
El salt d'aigua estava format per dues canonades forçades, i el seu desnivell era de 56,2 metres.

### Generació
La central tenia espai per a cinc màquines, de les quals se'n van muntar quatre i la de reserva va quedar buida. L'edifici principal allotjava les turbines, els alternadors i els elements de regulació i control. També tenia un pont grua elèctric, per a facilitar les maniobres. En un dels extrems de la nau es va construir un balcó elevat a 3,5 metres des d'on es controlaven les màquines i hi havia els
quadres de maniobra. Per accedir a l'edifici des de la carretera s'havia de travessar el riu Garona, per això Joan Bergós dissenyà un pont d'arc el·líptic de pedra engaltada formigonada, o paredat, de 18,50 metres de llum i un pas lliure de 4,20 metres.
L'aigua que baixa per les canonades forçades permet generar energia elèctrica a través de quatre grups generadors idèntics ubicats a la sala de màquines de la central. En origen cada grup tenia una turbina Francis de la casa Franco Tosi S.A. de Legnano, a Itàlia, originalment amb una potència de 4.000 HP. Inicialment els rodets de les turbines estaven fets de bronze amb el nucli d'acer, la qual cosa provocava constants erosions per la pressió de l'aigua. Per al seu manteniment, s'emplenaven amb soldadura autògena, operació que s'havia de fer a França. Això provocava que la turbina afectada estigués aturada fins a 2 mesos.
Els alternadors van ser fabricats per l'empresa AEG de Berlin.
Un cop l'aigua havia estat turbinada anava a raure a la Garona a través d'un canal.

## Transformació i transport

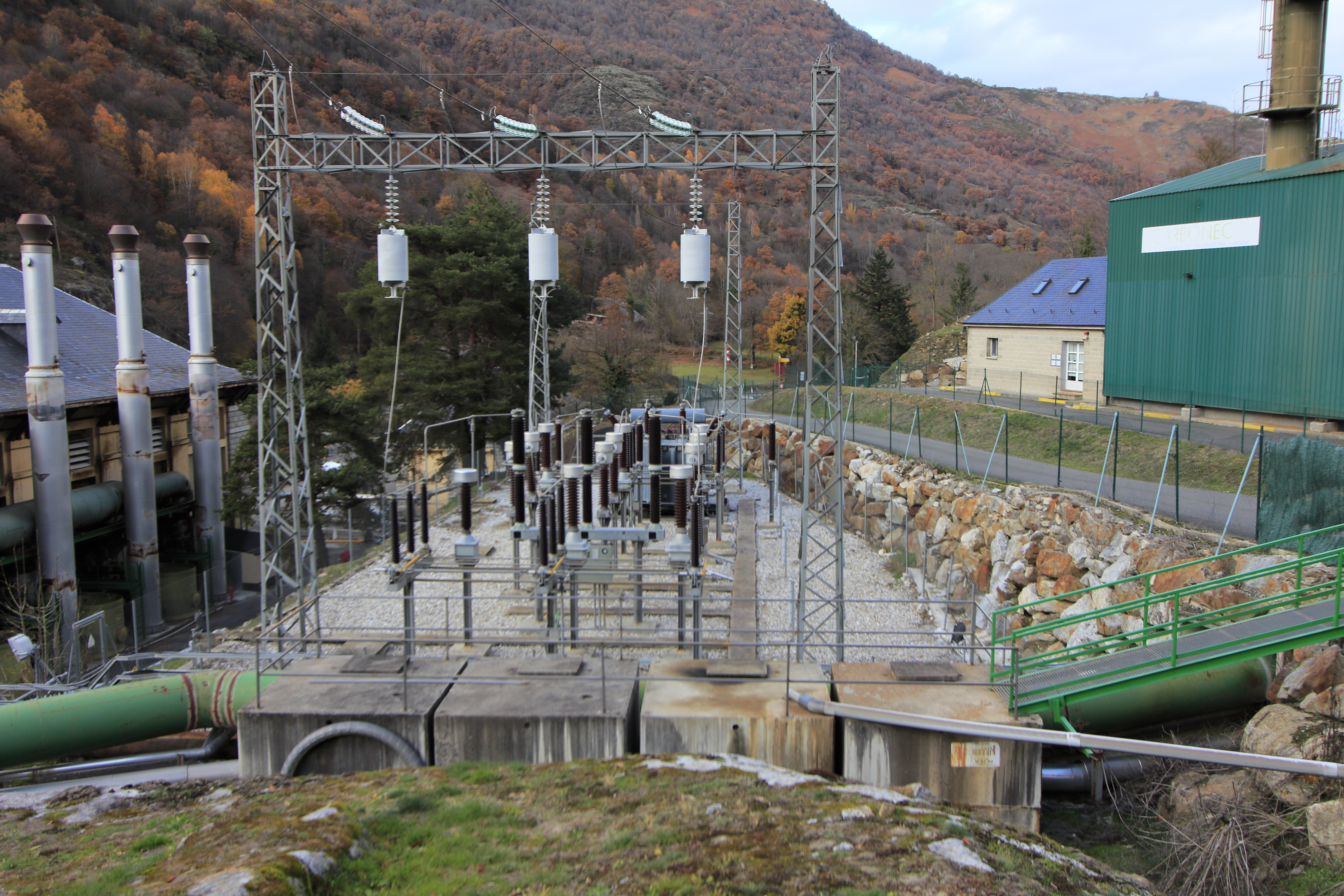
Subestació elèctrica

Els transformadors estaven fabricats per l'empresa General Electric. D'aquest punt sortia una línia elèctrica aèria  a 110 KV amb capacitat tant per portar la producció de la Central de Cledes com la producció de la futura central d'Arties. L'extrem de la línia era la subestació elèctrica de la Pobla de Segur (coneguda com "El Poste"), construïda per Energia Elèctrica de Catalunya, empresa controlada des de 1923 de la Barcelona Traction. Aquesta línia elèctrica fou la primera que travessà els Pirineus, fent-ho a través del port de la Bonaigua.
En la dècada de 1930 la reparació de les avaries en la línia de transmissió era un problema llarg de resoldre. Si bé es disposava d'un equip de tècnics a Esterri d’Àneu, a mig camí entre la central de Cledes i Pobla de Segur, sovint la comunicació amb ells era difícil. Quan es produïa el tall de subministrament, primer calia revisar tota la línia per trobar el punt de l'avaria, procedir a reparar-la i tot seguit comunicar a la central de Cledes que es podia reprendre el subministrament. Tot aquest procés era molt costós en temps.

## Resum característiques i producció

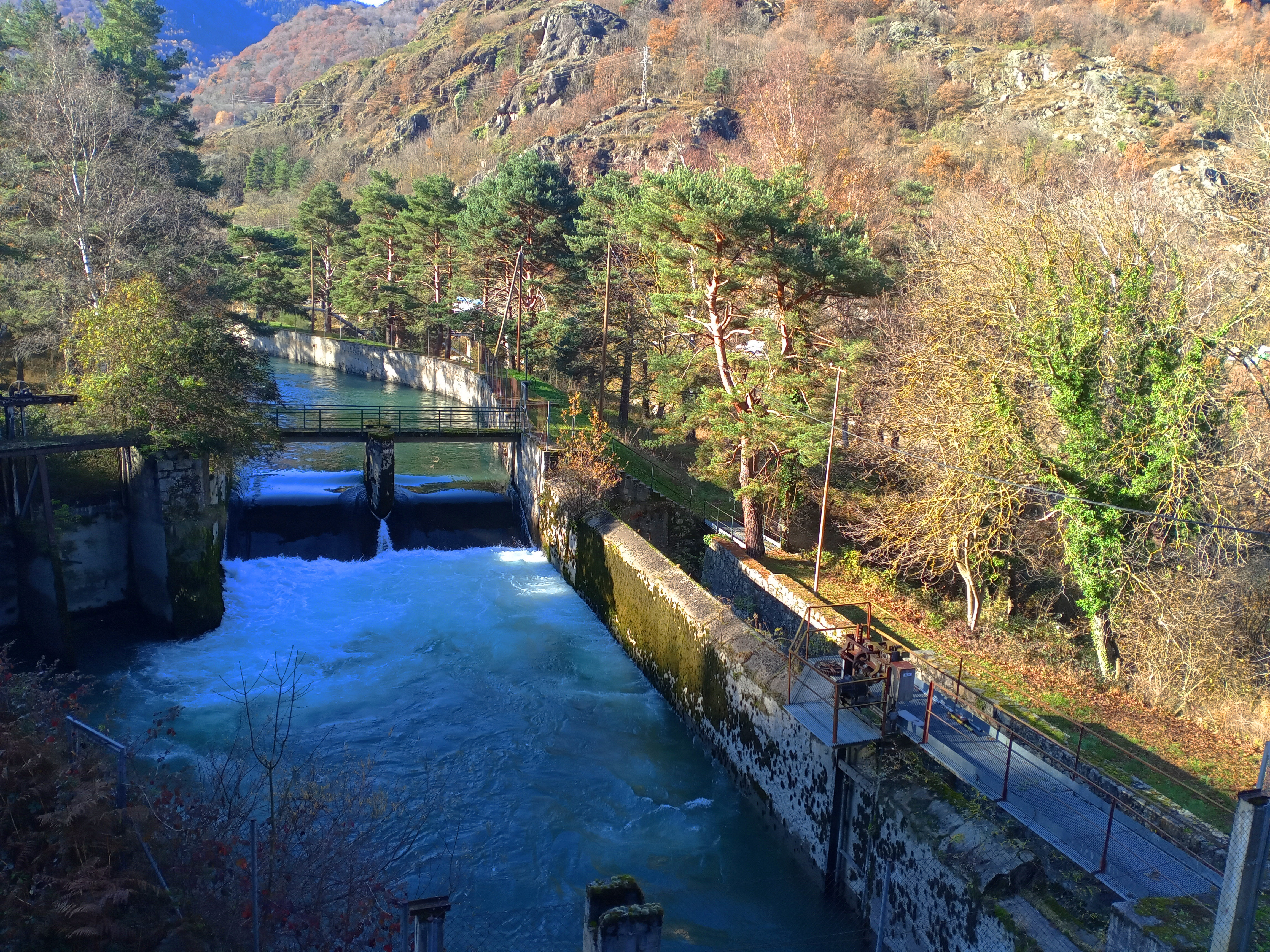
Entrada a la cambra de càrrega de la Central de Cledes (Vall d'Aran)

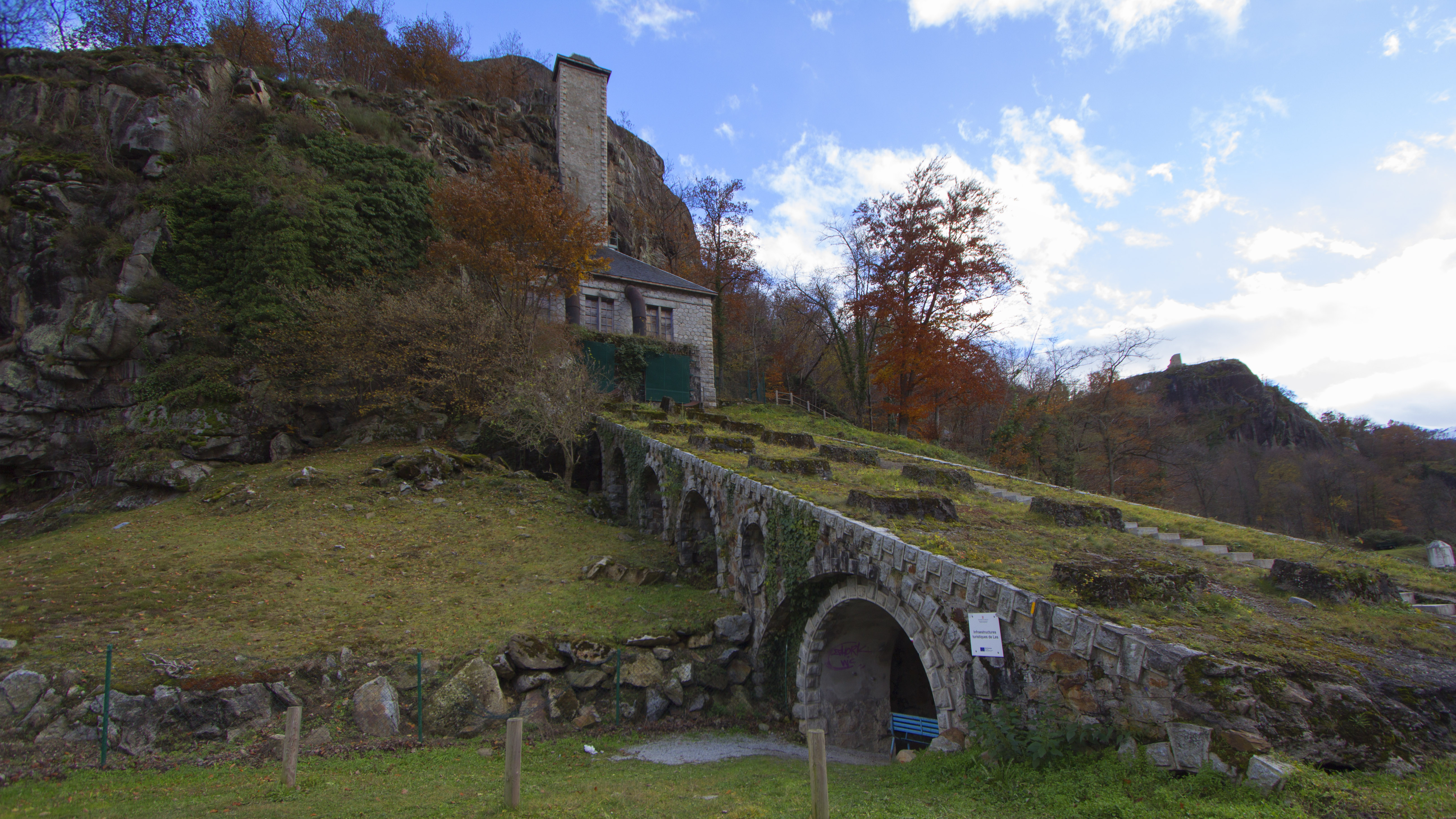
Xemeneia d'equilibri i arcs de suport de les canonades forçades

|                               | Central Hidroelèctrica de Cledes |
| Any posada en marxa           | 1929                             |
| Construïda per                | Productora de Fuerzas Motrices   |
| Propietat de                  | Neoelectra                       |
| Salt                          |                                  |
| Altitud                       | 739,00 metres                    |
| Desnivell                     | 56,20 metres                     |
| Longitud canonada forçada     | 140,00 metres                    |
| Diàmetre mig canonada         | -- metres                        |
| Cabal d'aigua nominal         | 30 metres cúbics/segon           |
| Sala de màquines              |                                  |
| Altitud                       | 683,80 metres                    |
| Nombre de grups               | 4                                |
| Turbines per grup             | 1 turbina Francis                |
| Potencia instal·lada per grup | 2,94 MW                          |
| Potència instal·lada total    | 11,77 MW                         |

## Objectiu militar
Durant la guerra civil les centrals hidroelèctriques ubicades als Pirineus van ser considerades objectius militars prioritaris a ser destruïts per l'exercit rebel espanyol. Amb la seva inutilització es volia impedir el subministrament elèctric a la industria catalana per dificultar la fabricació d'armament. La central de Cledes fou considerada un objectiu, específicament la presa de Bossòst en la que s'inicia el canal de derivació que alimenta la cambra de càrrega.